# ブラッドリー効果
ブラッドリー効果（ブラッドリーこうか、Bradley effect）は、選挙において非白人候補者の得票率が世論調査を下回るとされる説である。

## 概説
1982年のカリフォルニア州知事選挙で黒人の元ロサンゼルス市長トム・ブラッドリーが白人の共和党候補ジョージ・デュークメジアンと争った。事前に行われた世論調査ではブラッドリーが圧倒的有利な状態で、ほとんどのメディアはブラッドリーの勝利を予想し、サンフランシスコクロニクルは「BRADLEY WIN PROJECTED」の見出しをかかげた。しかし、いざ選挙当日になってみると、それまでブラッドリーを支持していた白人有権者がデュークメジアンに投票し、多くの票がデュークメジアンに流れた結果、当選確実といわれていたブラッドリーは敗れてしまった。これは、白人に投票すると言う意見の表明自体が、調査者に人種差別主義的イメージを以て解されるのを嫌った一部の人が、「ブラッドリーに投票する｣と世論調査で答えた結果だと社会心理学的な解釈が行われている。多くの白人有権者が黒人候補者に投票するといいながら、実際は白人候補者に票を投じる投票行動を政治学者は「ブラッドリー効果」と名づけた。
類似した白人有権者の振る舞いは1989年、ヴァージニア州知事選挙の黒人の民主党候補ダグラス・ワイルダーと白人の共和党候補マーシャル・コールマンの間でも起こっている。選挙はワイルダーが勝利し、アフリカ系アメリカ人初の公選州知事となったのだが、ワイルダーの得票率は事前に行われた世論調査とは大きく異なった。これを「ワイルダー効果」という。
一般的ではないが「ディンキンズ効果」も使われる。これは1989年のニューヨーク市長選挙で白人候補であるルドルフ・ジュリアーニと争い、勝利したものの事前に行われた世論調査と異なり僅差となったデイヴィッド・ディンキンズに由来する。

### 2008年アメリカ合衆国大統領選挙
2008年アメリカ合衆国大統領選挙でアフリカ系アメリカ人のバラク・オバマが出馬していることで、再びブラッドリー効果が注目を浴びた。大統領予備選で勝利確実とされていたニューハンプシャー州予備選でヒラリー・クリントンに敗れた際、ブラッドリー効果ではないかと騒がれた。
しかし、2008年大統領選にはブラッドリー効果はないとする意見もあった。ノースカロライナ州立大学のコブ助教授は、世論調査が以前は面接が主だったが今は匿名で済む電話やインターネットなどに切り替わり、個人が特定される可能性が薄いことで、本音を言えるようになったと指摘している。また、バラック・オバマの妻であるミシェル・オバマは「ブラッドリー効果が今もあるのなら、夫は党候補に指名されなかったはず。あれは数十年前の話」とアメリカ社会が一定の成熟を遂げていると指摘していた。加えてオバマの選挙スタイルが、過去の黒人候補者のように黒人の権利擁護を前面に主張するものではなく、白人にも受け入れられる普遍的なもので白人の警戒感を解いているという見方もあった。
そして2008年11月4日に行われた本番のアメリカ大統領選挙では、白人のジョン・マケイン候補の確定選挙人数173人に対し、オバマは365人を獲得し、圧勝。これにより、黒人初のアメリカ大統領が誕生した。